# Челябинский часовой завод
Челя́бинский часово́й заво́д «Мо́лния» (сокращённое название — ПАО ЧЧЗ «Молния») — промышленное предприятие города Челябинск, выпускающее приборы измерения времени.

## Здание завода
Здание завода (1935-1948), расположенное по адресу ул. Цвиллинга, 25, является объектом культурного наследия регионального значения. 
Помещение в стиле советского неоклассицизма изначально предназначалось для публичной библиотеки. После войны было принято решение о переводе производства часов в Челябинск и здание отдали под часовой завод. 
По сообщениям СМИ, в сентябре 2023 года историческое здание было выставлено на продажу. Сам завод находится в стадии переезда на новую производственную площадку».   

## История завода

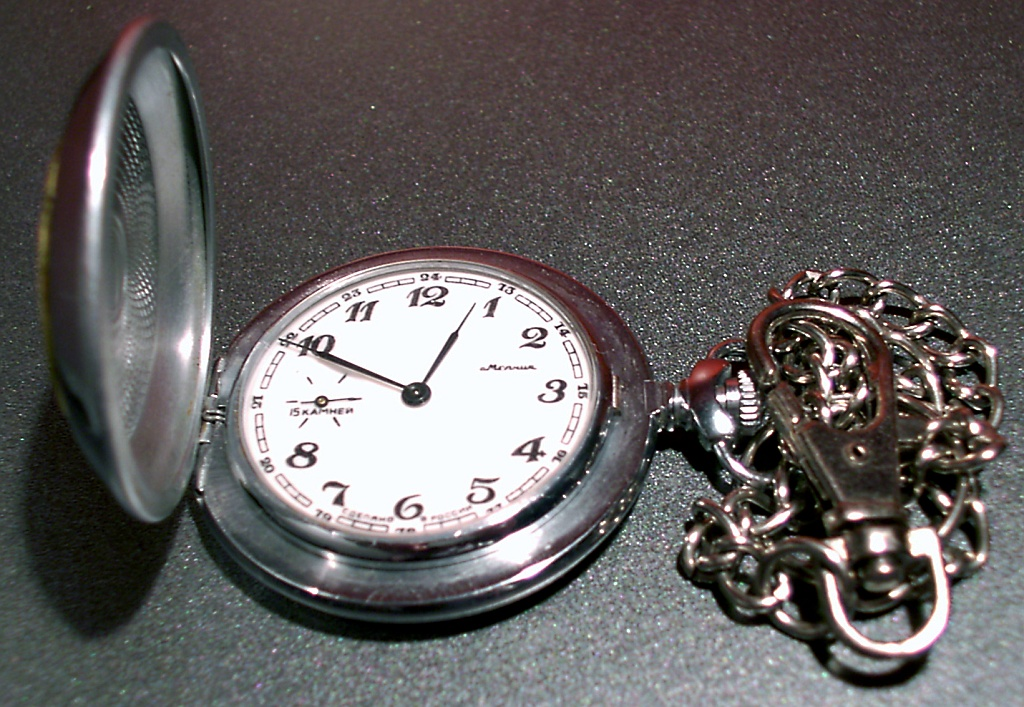
Карманные часы «Молния»

Прародителем данного предприятия является Первый Московский часовой завод. В годы Великой Отечественной войны  был эвакуирован из Москвы в город Златоуст. После окончания войны было принято решение о переводе оборудования в Челябинск и организации производства часов. Первая очередь завода вошла в эксплуатацию 17 ноября 1947 года на основании распоряжения Совета Министров СССР.
К концу 40-х годов завод выпускал авиационные хронографы по заказу Министерства обороны для реактивных истребителей и вертолётов, а также специальные часы для танков, гусеничной техники и военно-морского флота. История специальных технических часов неразрывно связана со становлением российской авиации. Впервые они появились в кабине советского истребителя МиГ-15. В 1950-е годы в цехах «Молнии» трудилось уже более 5 тысяч человек, ежегодно здесь выпускали около 30 тысяч специальных часов — и больше миллиона гражданских.
Завод производит авиационные часы для военных самолётов МИГ-29, ТУ-160, вертолётов Ка-15, Ка-50, Ка-52, а также выпускает другие механические высокоточные приборы измерения времени.  
Завод входит в список предприятий оборонно-промышленного комплекса России.

## Продукция
На 2024 год завод производит хронометры и другие изделия, относящиеся к группе высокоточной механики, в частности:
- Авиационные и техничеcкие часы;
- Наручные часы;
- Карманные часы;
- Настольные часы;
- Сувенирные часы.

## Награды
Продукция ОАО «ЧЧЗ-Молния» была удостоена международными наградами и призами, в том числе «Золотой Глобус» в 1994 г., «Золотая Арка» в 1995 г., «Золотой Орёл» за ассортимент и качество в 1997 г., «Золотой Слиток» в 2002 г., «Международный приз За технологию и Качество» в 2003 году и т.п.